# Escames
Escames é uma comuna francesa na região administrativa de Altos da França, no departamento de Oise. Estende-se por uma área de 11,68 km². Em 2010 a comuna tinha 222 habitantes (densidade: 19 hab./km²).